# New Straits Times
Die New Straits Times (NST) ist eine englischsprachige, in Malaysia erscheinende Tageszeitung. Sie entstand 1965 aus der Malaysia-Ausgabe der in Singapur beheimateten Zeitung The Straits Times. Ausgehend vom Gründungsdatum 1845 der Straits Times bezeichnet sich die New Straits Times als älteste (noch in Druck befindliche) Zeitung Malaysias. Mit einer Auflage von 140.000 Exemplaren gehörte sie Anfang 2014 zu den kleineren unter den 10 wichtigsten malaysischen Tageszeitungen. Sie steht in Konkurrenz zu den englischsprachigen Tageszeitungen The Star und The Sun, die 2014 beide etwa die doppelte Auflage erreichten.
Die New Straits Times wird von der New Straits Times Press verlegt, einem Tochterunternehmen des börsennotierten malaysischen Medienkonzerns Media Prima. Zum Verlagsprogramm gehören weitere Zeitungen in malaysischer Sprache, insbesondere die bedeutende Tageszeitung Berita Harian.

## Geschichte
1845 gründeten der Amerikaner Catchick Moses und der Engländer Robert Carr Woods in Singapur die Zeitung Straits Times. Sie erschien zunächst wöchentlich zusammen mit einer Wirtschaftszeitung als Straits Times and Singapore Journal of Commerce, ab 1858 dann unter dem Namen Daily Mail als Tageszeitung. Als The Straits Times wurde sie zur bedeutendsten englischsprachigen Zeitung der britischen Kolonie British Malaya, die die Malaiische Halbinsel und die Insel Singapur umfasste.
1956 wurde eine lokale Ausgabe für die malaysische Region eingeführt. Daraus entstand mit der Unabhängigkeit Singapurs 1965 die eigenständige Tageszeitung Straits Times Malaysia, während die Straits Times weiterhin in Singapur erschien. Vier Jahre später wurde wegen politischer Befindlichkeiten der Verkauf singapurischer Zeitungen in Malaysia und umgekehrt verboten. Seitdem erscheinen beide Zeitungen nur noch im jeweiligen Heimatland.

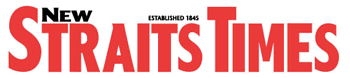
Logo der New Straits Times bis 2011

Als Malaysia 1972 beschloss, den Anteilsbesitz von Ausländern an malaysischen Zeitungen auf 20 Prozent zu beschränken, brachte die bisherige Eigentümerin The Straits Times Press die Straits Times Malaysia in die neu gegründete Gesellschaft The New Straits Times Press (Malaysia) Sdn. Bhd. ein und verkaufte 80 Prozent ihrer Anteile. Die Zeitung wurde umbenannt in New Straits Times.
In den 2000er Jahren geriet die New Straits Times unter Druck durch den 1971 gegründeten Star, der sie an Auflagenzahlen überholte. Dem Beispiel des Star und anderer Zeitungen folgend gab die NST daraufhin ihre 160-jährige Tradition als Broadsheet-Zeitung auf und wechselte 2004/2005 zum Tabloid-Format. Dieser Schritt trug dazu bei, die Auflage um 10 Prozent zu erhöhen.
2011 wurden Design und Inhalt der Zeitung überarbeitet. Die erste Ausgabe des neuen Formats erschien am 11. November 2011. Als erste Zeitung war die New Straits Times nun auch in einer „3D-Ausgabe“ erhältlich, in der Bilder mit einer 3D-Brille betrachtete werden konnten. Ab dem 21. Februar 2012 experimentierte die Zeitung mit einer weiteren neuen Technik: Sie wurde zur ersten „sprechenden Zeitung“, die aufgezeichnete Werbespots wiedergab.

## Politische Kontroversen und Regierungsnähe
2012 war der australische Senator Nick Xenophon, unabhängiges Mitglied des Australischen Parlaments, als Beobachter bei einer regierungskritischen Demonstration im islamisch geprägten Malaysia anwesend. Anschließend berichtete die New Straits Times über eine angebliche islamfeindliche Aussage Xenophons und über seine liberalen Einstellungen zu LGBT-Themen, zusammen mit kritischen Kommentaren eines Oppositionspolitikers an diesen Aussagen. Tatsächlich hatte Xenophon Scientology kritisiert, und die NST hatte in seinem Zitat „Scientology“ durch „Islam“ ersetzt. Die Affäre sorgte für Aufregung in den australischen und malaysischen Medien und trug zur öffentlichen Wahrnehmung der New Straits Times als der Regierungskoalition Barisan Nasional nahestehendes Medium bei.
Auch das deutsche Auswärtige Amt stuft die New Straits Times als „regierungsnah“ ein.

## Comics
Der bekannte malaysische Karikaturist Lat zeichnet seit 1974 Comic-Karikaturen für die New Straits Times.